# Chaetocnema concinnipennis
Chaetocnema concinnipennis (лат.) — вид жуков-листоедов (Chrysomelidae) рода Chaetocnema трибы земляные блошки из подсемейства козявок (Galerucinae). Палеарктика и Юго-Восточная Азия: Вьетнам, Индия, Индонезия, Китай, Малайзия, Непал, Сингапур, Таиланд, Шри-Ланка, Япония.

## Описание
Длина 2,00—2,80 мм, ширина 1,50—1,60 мм. Соотношение максимальной ширины обоих надкрылий к максимальной ширине пронотума 1,20—1,25. Переднеспинка и надкрылья с медным отблеском. Ноги в основном желтовато-коричневые. 1-11-й членики жгутика усика жёлтые (2-5) или желтовато-коричневые. Голова гипогнатная (ротовые органы направлены вниз). От других видов рода (Chaetocnema malayana и Chaetocnema birmanica) отличается формой тела, пунктировкой надкрылий и строением гениталий самцов. Фронтолатеральная борозда отсутствует. Кормовые растения: Oryza sativa (Poaceae), Lagerstroemia indica (Lythraceae).
Средние и задние голени с выемкой на наружной стороне перед вершиной. Лобные бугорки не развиты. Переднеспинка без базальной бороздки. Вид был впервые описан в 1877 году британским энтомологом Джозефом Бейли (Joseph Sugar Baly, 1816—1890) по материалам из Индии. Валидный статус был подтверждён в 2011 году в ходе ревизии палеарктической фауны рода Chaetocnema, которую провели энтомологи Александр Константинов (Systematic Entomology Laboratory, USDA, c/o Smithsonian Institution, National Museum of Natural History, Вашингтон, США), Андрес Баселга (Andrés Baselga; Departamento de Zoología, Facultad de Biología, Universidad de Santiago de Compostela, Santiago de Compostela, Испания), Василий Гребенников (Ottawa Plant Laboratory, Canadian Food Inspection Agency, Оттава, Канада) с соавторами (Jens Prena, Steven W. Lingafelter).